# S-fyld
S-fyld eller kassefyld benyttes til at beskytte indpakkede varer under transport og opbevaring. S-fyld fremstilles af flamingo og har sit navn grundet den s-lignende form. 